# 959
959 је била проста година.

## Догађаји
- Април – мај – Византинци одбијају да плаћају годишњи данак. Угарска војска, предвођена Апором, врши инвазију на Македонију и Тракију. Он пљачка њене територије све до Цариграда. На повратку, Апор је поражен током ноћног напада византијских снага.
- 9. новембар – Цар Константин VII Порфирогенет умире у Цариграду после 46-годишње владавине. Наследио га је његов 21-годишњи син Роман II на месту владара Византијског царства.
- Српско-Угарски рат (959-960) Угари нападају Српску кнежевину која се на челу са кнезом Чаславом Клонимировићем успешно брани.
- Зима – Роман II поставља Лава Фоку (Млађег) за команданта византијске војске  на Западу. Род Фока постаје једна од водећих породица у Цариграду.
- Бруно I, надбискуп и војвода (надвојвода) Лотарингије подноси оставку. Његов брат, краљ Отон I, дели војводство на два дела – Горњу Лорену и Доњу Лорену. За маркгрофове (вицевојводу) поставља Фридриха I и Годфрија I.
- Пјетро III Кандијано, дужд Венеције, умире после 17-годишње владавине. Наследио га је син Пјетро IV Кандијано, који је прекинуо поход на Сполето у име италијанског краља Беренгара II и вратио се у Венецију.
- Пјетро IV Кандијано се разводи од своје жене Жоане из политичких разлога и протерује је као монахињу у манастир Сан Закарија.
- 1. октобар – Краљ Едвиг умире након 4-годишње владавине. Наследио га је његов 16-годишњи брат Едгар I (Мирни), који је довршио уједињење Енглеске, када се Нортамбрија потчинила његовој власти.
- Кнегиња Олга Кијевска је послала посланике у Франкфурт на Мајни код немачког цара Отона I са молбом да пошаље епископа и учитеље за руски народ. Тешко је замислити да је Цариград одбио да учествује у оснивању црквене организације у Кијевској Русији. С тим у вези, посланство у Немачкој треба посматрати као средство политичког притиска на Византију (в. 961).

### Октобар
- 1. октобар — Енглески краљ Едви умире; наслеђује га шеснаестогодишњи полубрат Едгар I Мирољубиви.

## Смрти
- 1. октобар — Едви, краљ Енглеске
- 9. новембар — Константин VII Порфирогенит, византијски цар